# 素食主义者莉萨
《素食主义者莉萨》（英語："Lisa the Vegetarian"）是美国动画情景喜剧《辛普森一家》第七季的第五集，也是全剧的第133集，于1995年10月15日通过福克斯电视网在美国首播。在这一集里，莉萨对爱畜动物园的一只小羊羔产生感情，决定不再吃肉食。家人和同学对此都在取笑他，但借着阿普、保罗和琳达·麦卡特尼的帮助，莉萨最终成为素食主义者。
《素食主义者莉萨》由马克·柯克兰执导，是大卫··科恩首次为完整片长的《辛普森一家》剧集编剧。剧集统筹大卫·米尔金就是素食主义者，所以他支持制作本集。前披头士乐队成员保罗·麦卡特尼和夫人琳达在节目中客串出镜，他还提出条件，要求莉萨在之后所有《辛普森一家》剧集中都坚持素食主义立场。《素食主义者莉萨》包含多处有关麦卡特尼音乐生涯的指涉，片尾字幕时还伴有他的歌曲《也许我很惊讶》。
本集首播期间共有1460万观众收看，在1995年10月9至15日这周所有的美国电视节目里排第47位，尼尔森收视率为9.0，在福克斯电视网这周的节目里排第四。节目获得电视评论员的普遍好评，并因强调环境和动物权利议题而获得环境传媒大奖和创世纪奖。

## 剧情
辛普森家族这天前去爱畜动物园游玩，莉萨非常喜欢那里的一只小羊羔。当晚，玛琦准备的晚餐是羊排，莉萨对此感到难受，看着盘里的肉就不由自主的想到白天那只小羊羔，然后她宣布，自己以后再也不吃肉了。弟弟巴特和爸爸霍默对此都毫不客气地嘲笑他，学校里的同学反应也大同小异。到食堂吃饭时，莉萨要求把食品换成素食，校长西摩·斯金纳于是批评她无事生非。接下来，学校安排众学子观看肉类理事会的宣传片，特洛伊·麦克卢尔在片中批评素食主义。莉萨对此不为所动，但又遭到同学取笑。
回到家后，莉萨依旧受到爸爸和弟弟的嘲弄，特别是霍默还准备搞一场烧烤，其中就有一整只烧猪。烧烤当天，莉萨为宾客备有西班牙凉菜汤，如果他们不想吃肉，就可以吃凉菜汤代替，但却受到前来参加聚会的众人嘲笑。深感受辱的莉萨爆发了，她爬上割草机，把放在拖车上的烧猪一起拉走。霍默和巴特在后追赶，但都晚了一步，没能阻止莉萨把烧猪扔下斜坡。烧猪滚入灌木丛并掉进河里，然后被水坝的溢洪道射到空中。
回到家后，霍默批评女儿毁了辛苦准备的聚会，莉萨则指责父亲在聚会上供应肉食。两人大吵一场，莉萨又冲出家门。不久后，她觉得已经忍不住想要吃肉，所以在便利商店的烤架上买热狗吃。但正好经过的素食主义者阿普告诉她，这个热狗里的“肉”其实只是豆腐。阿普接下来带莉萨经秘密通道到达便利店屋顶，原来保罗和琳达·麦卡特尼（Linda McCartney）都在这里。麦卡特尼夫妇告诉莉萨，保罗曾在印度生活，从那时起他们就成为朋友。接下来他们谈到对动物权利的设想，莉萨对素食主义的信念变得更加坚定，但她也明白自己必须接受他人的不同立场。感觉深受启发的莉萨走上回家的路，发现爸爸正在心急如焚地找她。她向霍默道歉，表示自己不该毁了他的烧烤聚会，霍默也原谅女儿，然后把她背回家。

## 制作

### 编剧

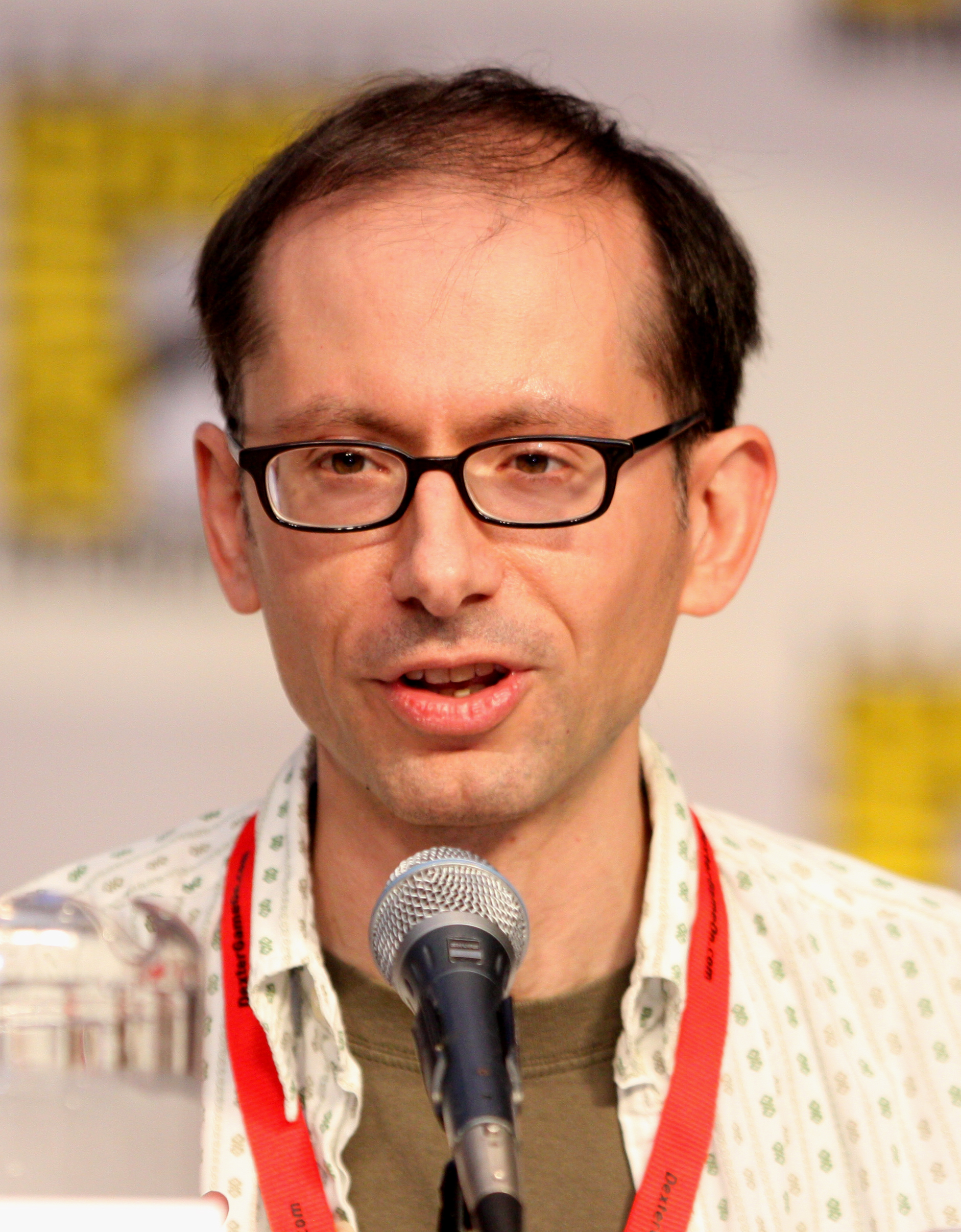
《素食主义者莉萨》是大卫·X·科恩首次为完整片长的《辛普森一家》剧集编剧

《素食主义者莉萨》是大卫··科恩（David X. Cohen）首次为完整片长的《辛普森一家》剧集编剧。在此以前，他对节目的最大贡献是为第六季第六集《恐怖的树屋第五集》（Treehouse of Horror V）中的“恶梦食堂”桥段编剧。科恩是在为节目创作另一段剧本时想到本集的大致剧情，当时他正在等服务员送餐，所以没法专心创作。他在剧本背面草草写下“莉萨成为素食主义者？”（Lisa becomes a vegetarian?）的字样，编剧布伦特·福勒斯特看过后觉得这是个好主意。科恩的构思得到剧集统筹大卫·米尔金（David Mirkin）首肯，米尔金本人就是素食主义者，他还透露，莉萨在这集的许多经历都源自他的亲身经历。
剧中的烧烤聚会源于编剧比尔·奥克利（Bill Oakley）的建议。莉萨和霍默在科恩创作的剧本初稿中还针对肉食展开过更具哲学意味的争论，但奥克利告诉科恩，电视剧中需要有更为具体的情节来充当父女争端的起因。编剧乔治·迈尔（George Meyer）在剧组中以“搞怪的实体笑话”闻名，烧烤全猪掉进泄洪道后飞到天上这段情节就源自他的设想。剧中霍默觉得培根、火腿和猪排根本不可能都是同一种动物身上的肉，据科恩表示，这段内容应当归功于编剧约翰·斯瓦兹韦德（John Swartzwelder），当时斯瓦兹韦德就在没完没了地说起猪可以做成多少种食品。

### 配音演出

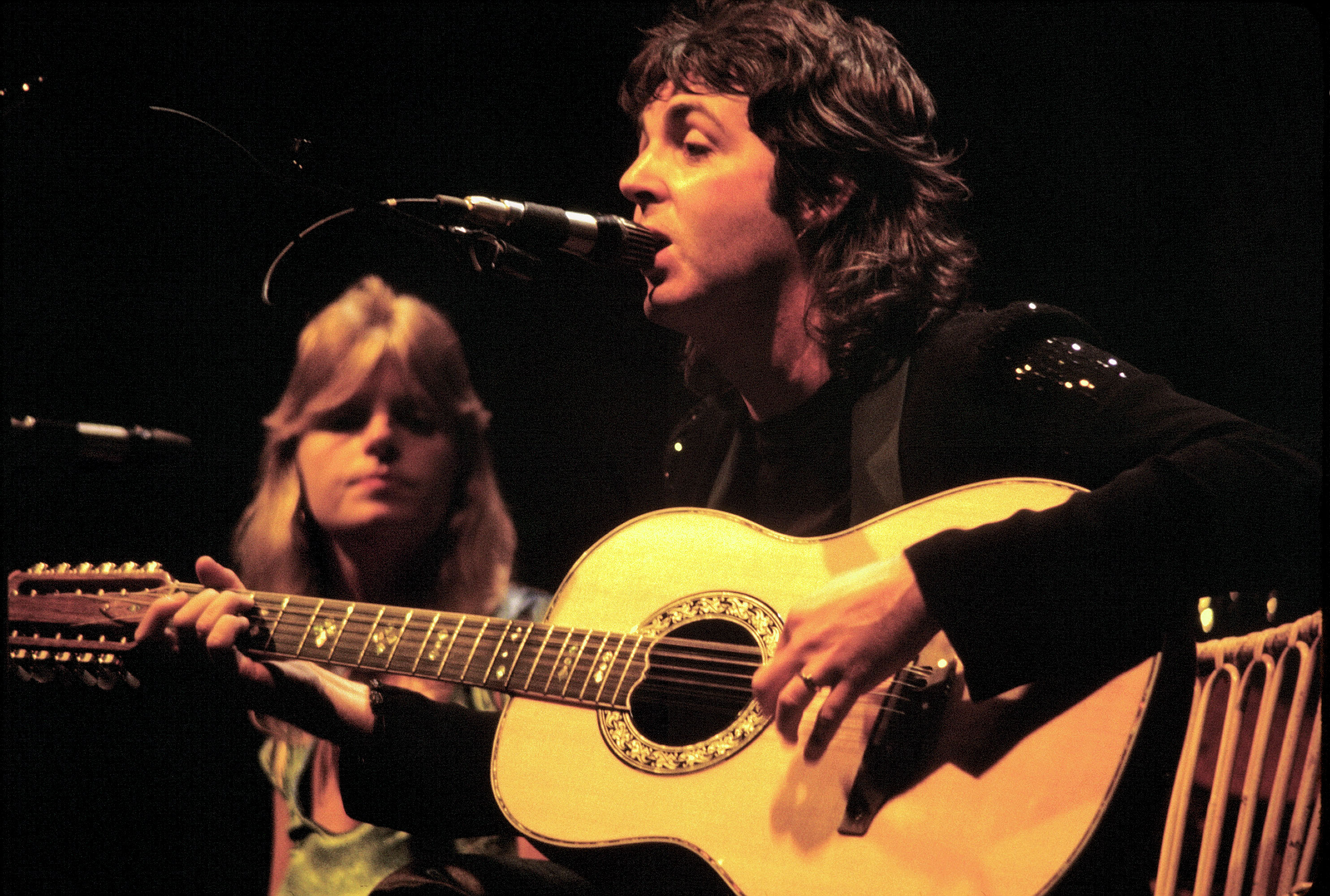
保罗和琳达·麦卡特尼在本集中客串出镜

编剧开始创作《素食主义者莉萨》的剧本时，披头士乐队的所有在世成员中只有保罗·麦卡特尼还没有参演过《辛普森一家》。约翰·列侬在节目问世前去世，林格·斯塔和乔治·哈里森分别在1991年（《刷出伟大》）和1993年（《霍默的理发店四重唱》）播出的节目中亮过相。剧组希望邀请麦卡特尼参加演出，大卫·米尔金知道这位音乐家就是素食主义者，所以应该会同意参演《素食主义者莉萨》。麦卡特尼同意客串，但提出条件，要求莉萨在之后的剧集里保持素食主义理念，而不是过上几集就又开始吃肉，剧组于是承诺会让她一直是素食主义者，这也是《辛普森一家》中人物习性为数不多的一次永久变更。麦卡特尼的夫人琳达也获聘在本集亮相。她在接受《娱乐周刊》采访时称，这集节目让她和丈夫有机会“把素食主义理念传达给更多观众。”此外，保罗和琳达都是《辛普森一家》长年的热心观众。
据米尔金事后回忆，同麦卡特尼夫妇一起录音是他生命中最“非凡”的经历之一。他为此专程飞抵伦敦，在保罗的录音棚同夫妻两人碰面，麦卡特尼夫妇用一小时就完成各自戏码。《辛普森一家》的主创人马特·格勒宁本应与米尔金一同前往，但却误了班机，据他所说，邀请麦卡特尼及其他披头士乐队成员参加《辛普森一家》的演出，“对于我们所有人来说就像美梦成真。”
1998年4月17日，琳达·麦卡特尼因癌症去世，享年56岁。1998年4月26日播出的《辛普森一家》第九季第22集《巨人的垃圾》（Trash of the Titans）以字幕向她致敬。执行制片人迈克·斯库利（Mike Scully）对此表示：“我们每个人都对她的死深感惊讶和难过，觉得有必要这么做。”

### 导演及动画制作
马克·柯克兰（Mark Kirkland）是本集的导演，据他所说，涉及素食主义的电视剧集很少，所以他对这样的题材很感兴趣。对于《辛普森一家》的一众角色来说，保罗和琳达夫妇的形象设计很不寻常，两人的虹膜分别是棕色和蓝色，相比之下，节目中出现过的绝大多数人数都只是在眼睛中间画上黑点。
霍默在剧中把两瓶打火机油淋在烤架上，之后又朝上面扔了根火柴，观众于是以为这会发生爆炸，但实际上烤架只是勉强点着火。《辛普森一家》之前的《恐怖的树屋》（Treehouse of Horror）剧集也曾有类似情节，不过霍默当时只倒了一瓶打火机油并引起爆炸。米尔金非常喜欢之前这段情节，所以决定在《素食主义者莉萨》中再度采用，并变更最后的结果，进一步强化喜剧效果。动画师在制作这段镜头时还采用之前的镜头作为素材。

## 文化指涉
《素食主义者莉萨》包含多处有关披头士乐队和麦卡特尼单飞演艺生涯的指涉。例如麦卡特尼告诉莉萨，把他1970年的歌曲《也许我很惊讶》（Maybe I'm Amazed）倒过来听，就可以得到“真正精彩绝伦的扁豆汤菜谱。”本集最后一段镜头就是以这首歌为背景音乐，但略有修改，之后又在片尾字幕时再度响起，观众还能在把歌曲倒过来播放时听到麦卡特尼背出“精彩绝伦的扁豆汤菜谱”。米尔金请麦卡特尼念诵菜谱并录音，之后再将之倒过来加到歌曲音频。在麦卡特尼看来，剧组希望能在他的歌曲中通过倒录插入其他内容，为其增添邪典色彩的构想“非常好笑”。他还说：“秘密的扁豆汤菜谱看来是很棒的戏仿。”倒录的段落中还有一句：“哦对了，顺便说下，我还活着”，意指保罗已死的都市传说。
莉萨、阿普和麦卡特尼夫妇在便利商店屋顶见面时，阿普告诉莉萨：“我很久以前就学会要容忍他人，不把自己的信仰强加到他们身上。要知道，你完全可以对他人产生影响，同时又不需要老是对别人纠缠不休。就像保罗的歌所唱的那样，《活着就是与万物共存》（Live and Let Live）。”一旁的保罗这时出声纠正，说歌名其实叫《你死我活》（Live and Let Die）。阿普还在这场戏中自称“披头士第五人”，琳达则谈及披头士1969年歌曲（意为《章鱼花园》）的一句歌词。麦卡特尼夫妇之后还问莉萨想不想听歌，然后阿普就唱起《比伯军曹寂寞芳心俱乐部》，麦卡特尼夫妇则在旁边打响指伴奏。

## 播映、家用媒体和反响
《素食主义者莉萨》于1995年10月15日通过福克斯电视网在美国首播，尼尔森收视率为9.0相当于约有863万户家庭收看，在1995年10月9至15日这周所有的美国电视节目里排第47位，在福克斯电视网这周的节目里排第四，不及《X档案》、《福克斯周日足球》（Fox NFL Sunday）和《飞越情海》（Melrose Place）。
《素食主义者莉萨》收录在2000年发行的录像带《辛普森一家：夺冰箱奇兵》（The Simpsons – Raiders of the Lost Fridge）中，同时收录的另外三集节目分别是《猜猜谁来批评晚餐》（Guess Who's Coming to Criticize Dinner?，第11季第三集）、《超大号霍默》（King-Size Homer，第七季第七集）和《伯恩斯出售发电厂》（Burns Verkaufen der Kraftwerk，第三季第11集）。2005年12月13日，包含《素食主义者莉萨》在内的《辛普森一家》第七季套装发行，大卫··科恩、马克·柯克兰、马特·格勒宁和大卫·米尔金都为录有评论音轨。
《素食主义者莉萨》赢得环境传媒大奖最佳电视喜剧情节奖，该奖于1991年设立，旨在表彰在推动环境意识方面有上佳表现的电视剧或电影。节目还获得创世纪奖的“持续承诺最佳喜剧剧集”奖，该奖是美国慈善协会颁发的年度奖项，旨在表彰对提升公众动物权利意识表现突出的作品。

### 专业评论

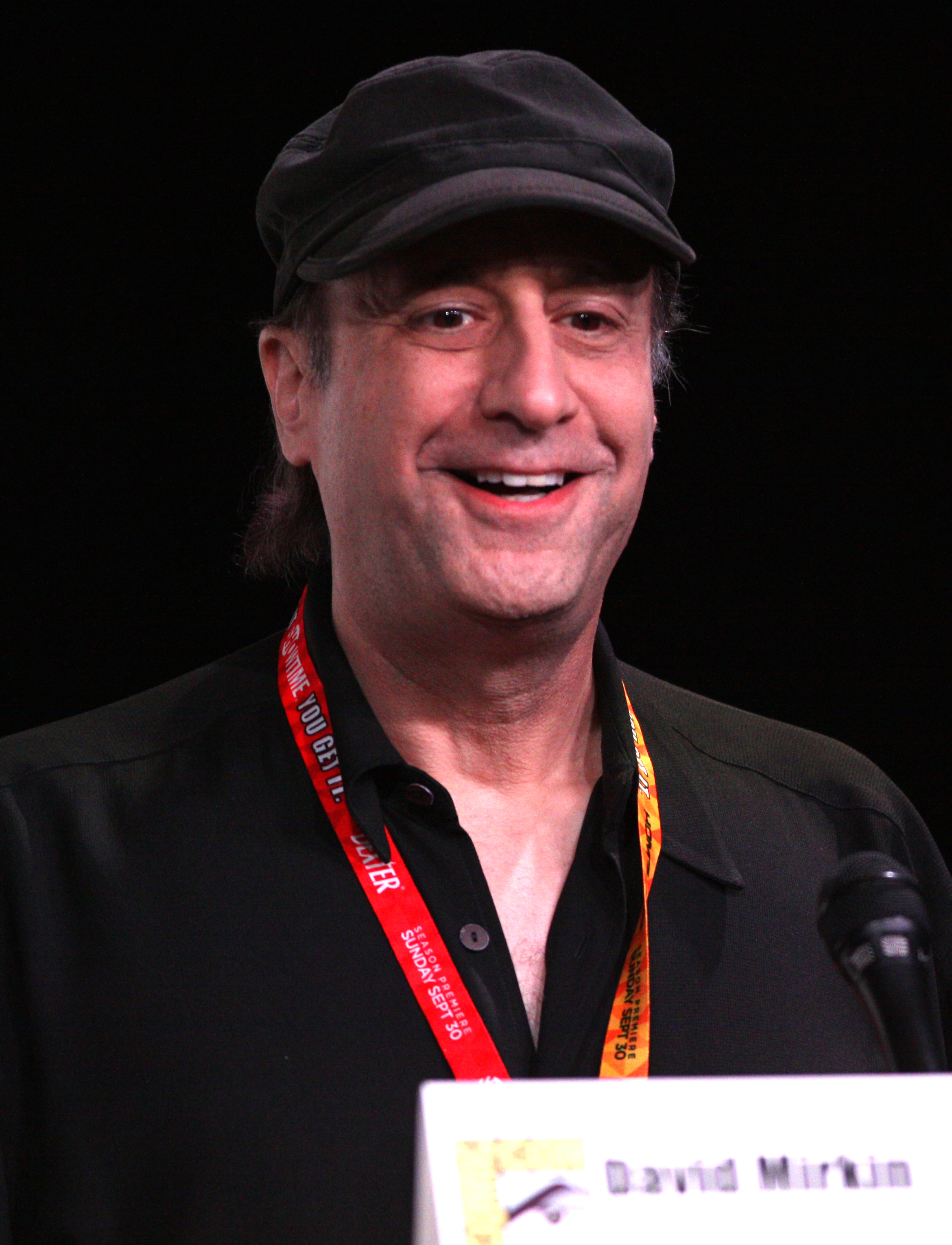
《素食主义者莉萨》是大卫·米尔金最喜欢的《辛普森一家》剧集之一，他当时是电视剧的节目统筹，麦卡特尼夫妇的演出也是由他指导。

《素食主义者莉萨》获得电视评论员及《辛普森一家》剧组成员的好评。米尔金、柯克兰、格勒宁和编剧伊安·马克斯通-格雷厄姆（Ian Maxtone-Graham）都称本集是他们最喜欢的电视剧集之一。米尔金在本集的评论音轨中表示，片头的爱畜动物园桥段是他在所有《辛普森一家》剧集中最喜欢的套路镜头之一。他称赞柯克兰在动画制作上的出色表现，觉得这场戏“实在太好笑了”。米尔金还很喜欢阿普在这集里的戏份，正是他告诉莉萨，要“通过容忍和理解来改变他人。”格勒宁认为，辛普森家族在本集中跳起康加舞的桥段是《辛普森一家》历史上最出众的亮点之一。
《素食主义者莉萨》中的幽默受到多位电视评论员好评。《大急流城新闻》（Grand Rapids Press）的约翰·塞尔巴（John Serba）称这是他最喜欢的剧集，因为莉萨转变成素食主义者的笑料密度超越其他任何剧集。《文图拉县记者报》（Ventura County Reporter）的马修·辛格（Matthew Singer）觉得这集包含大量精彩绝伦的桥段，特别是特洛伊·麦克卢尔批评素食主义的宣传片，堪称《辛普森一家》历史上最好笑的独立片段。的帕特里克·恩莱特（Patrick Enright）把《素食主义者莉萨》列为《辛普森一家》最佳剧集的第二名，并特别称赞其中的歌曲《生菜没法给你带来朋友！》（You don't win friends with salad!）是《辛普森一家》“最典型的桥段之一，编剧们将笑点把握得如此精准，观众一开始就觉得有趣，过一阵子又觉得不好笑了，再接着又开始觉得搞笑。”
还有评论称赞节目中的人物发展。网站的托德·吉尔克里斯特（Todd Gilchrist）就表示，《辛普森一家》的剧情和人物发展情感丰富，但又不至过分感伤，这正是该剧如此长寿的根本原因。在他看来，《素食主义者莉萨》就是这种特点的代表作品：“莉萨破坏霍默的烧烤聚会，导致他的烤猪死得那么无足轻重。然而，编剧接下来并没有单纯依赖小猪在空中飞过的画面为节目定性，而是又发展出适合笑料走向的故事情节。我们关心其中的人物，投入到剧情之中，对这如同神来之笔的幽默叹为观止，这反过来又令节目的喜剧效果大幅增强。”菲尔·德兹基（Phil Dzikiy）在《尼亚加拉宪报》（Niagara Gazette）发文，称剧中的“人物和剧情发展堪称完美”，还称赞本集在“搞笑、感人和讽刺上相得益彰。”
麦卡特尼夫妇在节目中的客串出镜所获评价褒贬不一。沃伦·马廷（Warren Martyn）和阿德里安·伍德（Adrian Wood）在合著的《我简直不敢相信这是更大更新的辛普森一家非官方指南》（I Can't Believe It's a Bigger and Better Updated Unofficial Simpsons Guide）一书中称赞两人表现“精湛”。不过，马修·辛格认为麦卡特尼夫妇的客串同剧集结合得还不够稳妥，有欠自然，德兹基也觉得相应桥段有些“过于刻意。”2010年初，评选《辛普森一家》历史上最出色的25场客串演出，披头士出演的三集并列排在第十位，除《素食主义者莉萨》外，另外两集分别是林格·斯塔1991年参演的《刷出伟大》（Brush with Greatness）和乔治·哈里森1993年出演的《霍默的理发店四重唱》（Homer's Barbershop Quartet）。文中还称，虽然这些客串出镜的时间都不长，但有历史上最流行的乐队助阵就已经是《辛普森一家》知名度和重要程度的有力证明。2007年，《泰晤士报在线》的西蒙·克利勒（Simon Crerar）把麦卡特尼夫妇在本集中的演出评为《辛普森一家》中最有趣的33段客串表演之一。拉里·多布罗（Larry Dobrow）和迈克·艾里科（Mike Errico）在《搅拌机》（Blender）发文，把本集的客串演出在《辛普森一家》历史上所有乐队客串出镜中排名第八。